# Marguéritepolder
De Marguéritepolder (soms ook: Margarethapolder genoemd) is een polder ten noordwesten van Sint-Margriete en ten zuidwesten van Waterlandkerkje, op Nederlands grondgebied.
Hier bestond reeds in de middeleeuwen een Polder Sint-Margriet. Deze overstroomde bij de Sint-Elisabethsvloed van 1404, waarbij vermoedelijk ook de (oude) Passageule ontstond.
In 1429 volgde herdijking, waarbij de Marguéritepolder werd gevormd. Deze was met 54 ha een stuk kleiner dan de Polder Sint-Margriet.